# 10181 Davidacomba
10181 Davidacomba (1996 FP3) là một tiểu hành tinh vành đai chính được phát hiện ngày 26 tháng 3 năm 1996 bởi P. G. Comba ở Prescott.